# Trevor Guyton
Trevor Graves Guyton (8 gennaio 1990) è un giocatore di football americano statunitense che gioca nel ruolo di defensive tackle per i Saskatchewan Roughriders della Canadian Football League (CFL). Fu scelto nel corso del settimi giro (219º assoluto) del Draft NFL 2012 dai Minnesota Vikings. Al college ha giocato a football a California.

## Carriera professionistica

### Minnesota Vikings
Il 28 aprile 2012, Guyton fu scelto nel corso del settimo giro del Draft 2012 dai Minnesota Vikings. Il 31 agosto 2012 fu svincolato dalla squadra.

### Saskatchewan Roughriders
Il 25 febbraio 2014, Guyton firmò con i Saskatchewan Roughriders della CFL. Nella sua prima stagione in Canada mise a segno 36 tackle e 3 sack.

## Statistiche
CFL
| Tackle | 36  |
| Sack   | 3,0 |